# Моара Власиеј (Илфов)
Моара Власиеј (рум. Moara Vlăsiei) насеље је у Румунији у округу Илфов у општини Моара Власиеј. Oпштина се налази на надморској висини од 90 m.

## Становништво
Према подацима из 2011. године у насељу је живело 4080 становника.